# 盧阿卡諾
11°13′S 21°39′E / 11.217°S 21.650°E
盧阿卡諾（葡萄牙語：Luacano），是安哥拉的城鎮，位於該國東部，由莫希科省負責管轄，面積34,780平方公里，北鄰穆孔達和盧奧，2014年人口28,685，人口密度每平方公里1人。